# Travesía de Moriana
Travesía de Moriana fue una callejuela del viejo Madrid que desapareció con la construcción de la Gran Vía, en el barrio de Universidad del distrito Centro de Madrid (España). Situada entre las calles de Tudescos y Jacometrezo, antes de 1835 se llamaba Travesía de la Verónica.

## Historia
Tuvo el nombre primitivo de travesía o calle de la Verónica, por un legendario retablo instalado en la esquina con Jacometrezo, en el que se encendía un farolillo a una imagen de María Magdalena. En 1835 se le puso el nombre de travesía de Moriana, recordando el hecho de la cesión al Ayuntamiento de una plazuela propiedad del conde de Moriana, ocurrido en 1734 (espacio abierto en la parte alta de la actual Plaza de Callao); la cesión era en realidad un intercambio, pues imponía como compensación la "gracia de agua" para la vivienda que se hizo el de Moriana en esta travesía. Finalmente fue engullida por el trazado de la Gran Vía madrileña, sacrificando palacetes como el de los Ibáñez de Segovia, marqueses de Mondéjar.

### Madrid galdosiano
La primera vez que el usurero Francisco Torquemada aparece en la narrativa de Galdós, en las páginas de su novela La de Bringas, vive en la Travesía de Moriana -con su sugerente grafía-, aunque luego no aparecerá ya en las cuatro novelas de la tetralogía dedicada a Torquemada.

"Vivía el tal en la travesía de Moriana , en un cuarto grande, polvoriento, tenebroso, lleno enteramente de muebles y cuadrotes de vario gusto y precio, despojos de su enorme clientela. Museo del lujo imposible, del despilfarro, de las glorias de un día, aquella casa era toda lágrimas y tristeza. Rosalía sintió secreto pavor al entrar en ella, y cuando Torquemada se le apareció, saliendo de entre aquellos trastos con un gorro turco y un chaquetón de paño de ala de mosca, le entraron ganas de llorar."
Benito Pérez Galdós (1884)